# Anisozyga stellata
Anisozyga stellata är en fjärilsart som beskrevs av W. Warren 1907. Anisozyga stellata ingår i släktet Anisozyga och familjen mätare. Inga underarter finns listade i Catalogue of Life.